# Artorima
Artorima es un género que tiene asignada una única especie de orquídea.
Tiene una sola especie: Artorima erubescens (Lindl.) Dressler & G.E.Pollard nativa de México que está estrechamente relacionada con el género  Epidendrum pero que fue apartada de este por tener una inusual "T" marcada en el estigma que la hace capturar las patas de las abejas y la hace única dentro de las orquídeas.

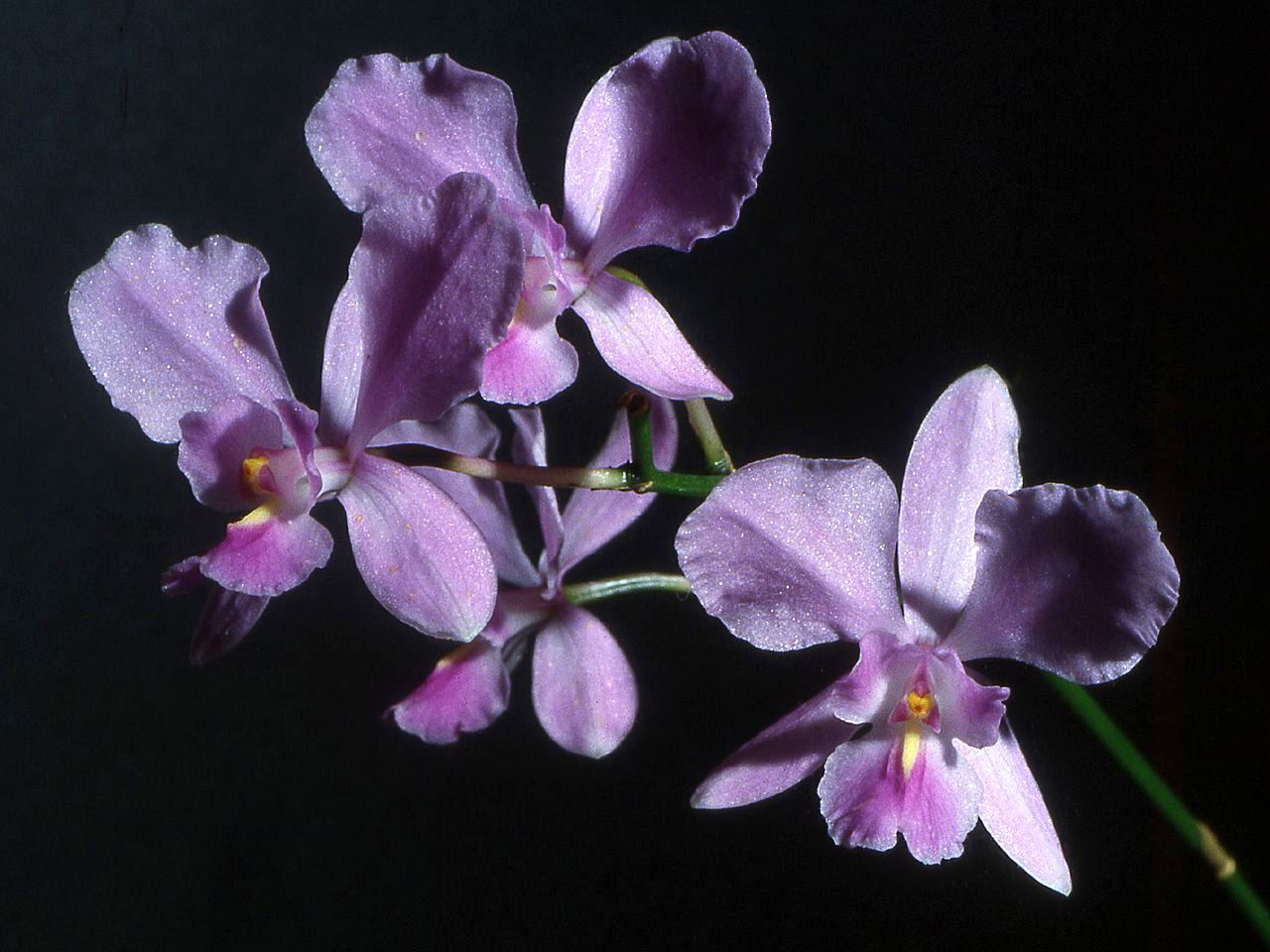
Flores

## Descripción
Es una orquídea epífita con un grueso rizoma y un amplio pseudobulbo cónico-ovoide que tiene de 3 a 6 hojas elípticas a oblongo-lanceoladas de 20 a 120 cm de largo, con una panícula terminal suelta, con pocas a muchas [de 6 a 100], fragantes flores que florecen en el invierno hasta principios de primavera.

## Distribución y hábitat
Se encuentra en los siempre  bosques nubosos de Oaxaca y Guerrero en México en los picos más altos en alturas de 2400 a 3100 m s. n. m. en un lugar fresco a frío creciente.

## Cultivo
Son al parecer muy difíciles de cultivar porque probablemente, in situ, florece cuando hay temperaturas de congelación nocturna y esto es difícil de reproducir en el invernadero. Mejor crece  montada sobre helechos manteniendo el frío y proporcionando mucha humedad, agua y  fertilizantes. Esta orquídea se ha convertido en rara debido a la tala producida en la zona.

## Taxonomía
Artorima erubescens fue descrita por (Lindl.) Dressler & G.E.Pollard y publicado en Phytologia 21(7): 439. 1971.
Sinonimia
- Epidendrum erubescens Lindl. (1841).
- Encyclia erubescens (Lindl.) Schltr. (1914).[4][5]